# Бямбын Ринчен
Енше́бу Бямбы́н Ринче́н (известен также как Ринче́н Бимба́ев, Ринчи́н-Доржи́ Раднажа́пович Бимба́ев, монг. Еншөөбү Бямбын Ринчен; бур.  Еншөөбү Бимбын Эрэнсэн; 25 декабря 1905, Алтанбулаг, Империя Цин — 4 марта 1977, Алтанбулаг, МНР) — монгольский писатель, учёный, переводчик, профессор, первый академик Монголии, лауреат Государственной премии Монголии. По происхождению — бурят, принадлежал к старинному аристократическому монгольскому роду еншебу в составе сонголов.

## Биография
Родился в 1905 году в местности Булсарай, в пограничной области России и Монголии (ныне сомон Алтанбулаг аймака Сэлэнгэ). Его отец Раднажаб Будаевич Бимбаев (1874—1921) работал переводчиком с маньчжурского языка в Кяхтинском пограничном комиссариате. В период ДВР работал заведующим отделом народного образования Чикойского аймачного управления. Его мать Дулам Самданова происходила из рода борджигин. Она была потомком Окина хунтайджи, сына Хонтогора и внука Цокту хунтайджи.
Ринчен в детские годы усвоил русский, монгольский и маньчжурский языки. С 1914 по 1920 годы учился в Алексеевском реальном училище. В начале 1920-х годов Троицкосавск стал центром революционной деятельности монгольских революционеров Сухэ-Батора и Чойбалсана. 1-3 марта 1921 года в Троицкосавске прошёл 1-й съезд Монгольской народной партии, где Ринчен работал переводчиком. В то же время он познакомился с Константином Рокоссовским, командовавшим тогда 35-м кавалерийским полком Красной Армии.
В 1923—1924 годы Ринчин Бимбаев учился в Бурятском педагогическом техникуме в Верхнеудинске. В 1924 году вместе с монгольскими студентами был отправлен на учёбу в Ленинград, где поступил в Институт восточных языков. Учился у таких известных ученых-востоковедов, как Б. Я. Владимирцов, Ф. И. Щербатской, С. Ф. Ольденбург, Л. В. Щерба, В. В. Бартольд, В. М. Алексеев.
По окончании института в 1927 году, получив диплом востоковеда, Б. Ринчен начал работать в Учёном комитете Монголии.
С первых шагов деятельности он проявил себя прежде всего как филолог — лингвист и литературовед. В то же время проявлял интерес и к другим областям знаний, в частности, к этнографии и религиоведению. В этот период написал свои первые стихи и рассказы.
В Учёном комитете Б. Ринчен занялся составлением каталога буддийского канона, Ганджура (опубликовано позднее в Индии в 4-х томах), а также каталога Данджура. Б. Ринчен занимается сбором материалов по устному народному творчеству, традициям и обычаям монголов.
С созданием в 1936 году Правительством МНР Центрального государственного издательства Б. Ринчен был назначен ответственным секретарем издательства.
В сентябре 1937 года Б. Ринчен был обвинен в шпионаже в пользу Японии и арестован. Был освобожден через пять лет в 1942 году; в 1963 году был полностью реабилитирован.
С 1942 года по 1958 год Б. Ринчен работал в редакции газеты «Унэн».
Один из крупнейших исследователей старинной монгольской литературы. Много сделал для ранней популяризации знаний о Монголии на Западе, писал по-французски, знал английский, эсперанто, китайский, маньчжурский, русский, польский, чешский и немецкий языки.
Перевёл на монгольский произведения М. Горького, В. Маяковского, И. Эренбурга, Н. Тихонова, М. Шолохова, Ги де Мопассана, Н. Хикмета и др. С 1920 года по 1970 год он перевел на монгольский язык 240 произведений более 70 авторов из двадцати стран.
Многие из его романов и новелл стали классикой монгольской литературы и включены в обязательную программу изучения в монгольских школах, например, такие как «Ану хатан» (Царица Ану), «Заан Залуудай», «Гүнж» (Принцесса), «Сандоо амбан» (Амбань Сандова), «Их нүүдэл» (Великая кочёвка), «Бэр цэцэг» (Цветок невесты), «Нууцыг задруулсан захиа», «Шүхэрч Буниа» (Парашютист Буниа).
Также написал сценарий кинофильма «Степные витязи», в основу которого была положена биография Цогто-тайджи. Режиссёром фильма был Юрий Тарич. После грандиозного успеха фильма Ринчен вместе с другими его авторами были удостоены Государственной премии в 1946 году. Премию он перечислил детям-сиротам блокадного Ленинграда.
В 1956 году Б. Ринчен защитил докторскую диссертацию по монгольскому языкознанию в Будапештском университете.
С 1958 года Б. Ринчен трудился в Институте языка и литературы АН МНР. В ранге академика он отвечал за выпуск серии академических изданий. Под его научным руководством начали издаваться «Studia Mongolica» (Монголын Судлал, Монголоведные исследования), «Исследования по языку и литературе», «Исследования по фольклору».
С помощью В. Хайссига Б. Ринчен начал издание в Висбадене сборника «Монгольский фольклор» (фр. Folklore Mongol) в серии «Азиатские исследования» (нем. Asiatische Forschungen). Крупным вкладом в науку является изданный им атлас по языку и этнографии монголов.
Б. Ринчен в течение многих лет являлся профессором Монгольского государственного университета.
Сын Бямбына Ринчена, палеонтолог Ринченгийн Барсболд, также стал академиком АН Монголии.

## Память
В 1997 году Ринченгийн Барсболд назвал в честь своего отца динозавра ринчению (Rinchenia).
В июне 2005 года у входа в Центральную библиотеку Улан-Батора на месте, где ранее стоял памятник Сталину, был торжественно открыт памятник учёному (скульптор Цэвэгмидийн Амгалан).

## Произведения
- Исторический роман-трилогия «Заря над степью» (монг. Үүрийн туяа; кн. 1-3, 1951-55 годы, рус. пер. 1972):

1 том монг. «Манжийн талхинд»,

2 том монг. «Гал усны гашуун зовлон»,

3 том монг. «Байлдаж олсон эх орон»,
- Сборник стихотворений «Бэр цэцэг» («Цветок невесты», 1959),
- «Заан Залуудай» (ч. 1—2, 1964—66),
- «Гүнж» («Принцесса», 1969; рус. изд. — «Принцесса и другие новеллы», 1972),
- «Амбань Сандова» («Сандоо амбан», 1973).

## Избранная библиография
- «Из нашего культурного наследия», на рус. яз., 1958
- «Монгол ард улсын хамниган аялгуу», Улаанбаатар: Шинжлэх Ухааны Академи, 1969.
- «Монгол ард улсын угсаатны судлал хэлний шинжлэлийн атлас», Улаанбаатар: Шинжлэх Ухааны Академи, 1979.